# Route nationale 25 (Madagaskar)

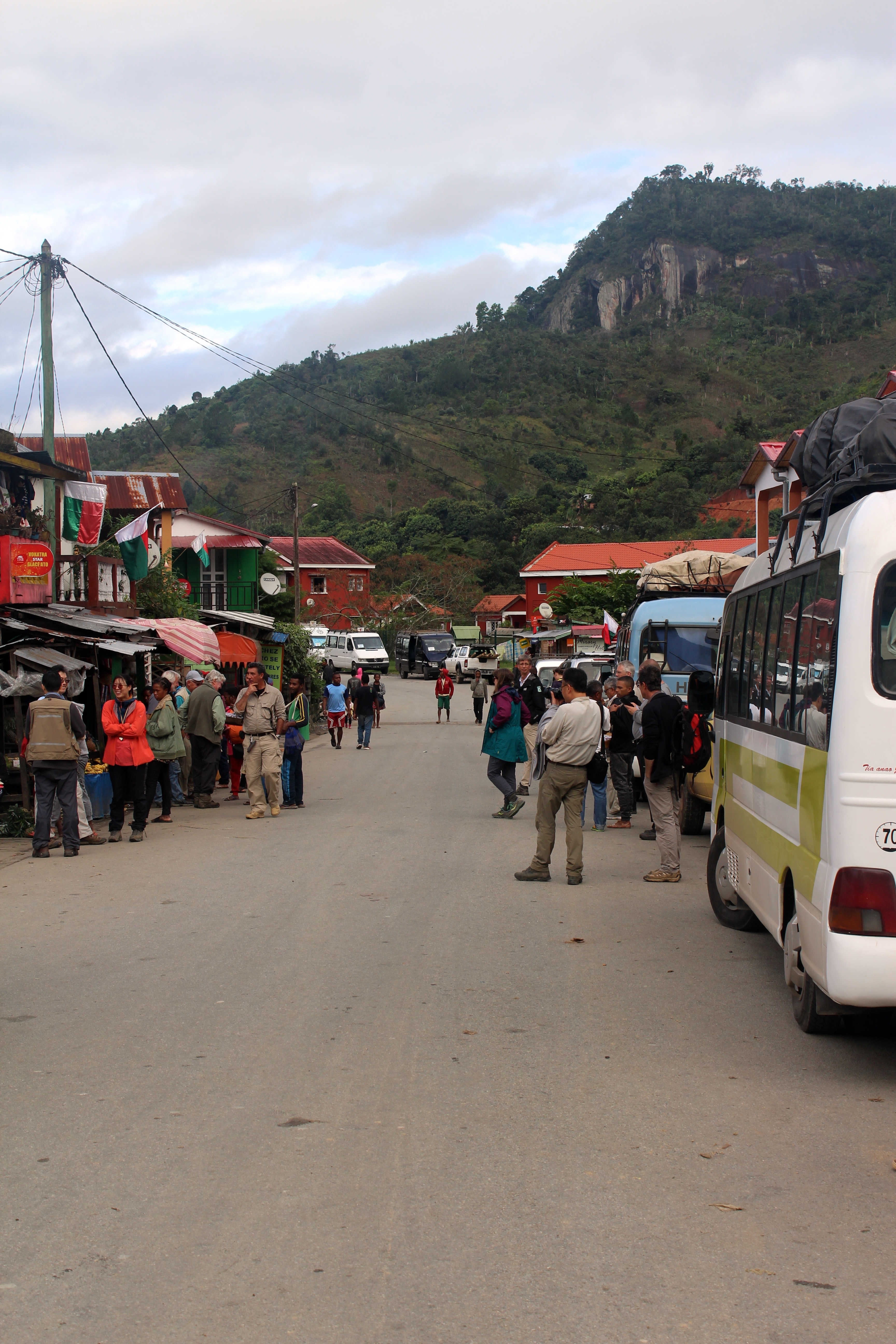
RN25 in Ranomafana

Die Route nationale 25 (RN 25) ist eine 174 km lange befestigte Nationalstraße in den Provinzen Haute Matsiatra und Vatovavy-Fitovinany im Osten von Madagaskar. Sie zweigt bei Ambohimahasoa von der RN 7 ab und führt in östlicher Richtung über Vohiparara (Abzweig der RN 45 nach Südwesten), Ranomafana, Ifanadiana (Abzweig der RN 14 nach Süden), Irondro (Abzweig der RN 12 nach Süden) und Antsenavolo nach Mananjary an die Ostküste. Die RN 25 durchquert den Ranomafana-Nationalpark.